# Hans Hübner (General)
Hans Hübner (* 22. März 1942 in Schneidemühl) ist ein deutscher Brigadegeneral außer Dienst des Heeres der Bundeswehr.

## Leben und Wirken
Hans Hübner wurde in Pommern als Sohn eines Landwirtes geboren. 1945 floh die Familie von dort über Stettin nach Lübeck, wo sie bis 1957 in einem Flüchtlingslager unterkam. Nach Abschluss der Mittleren Reife 1958 in Lübeck und einer Verwaltungslehre mit Abschluss 1960 folgte der zwölfmonatige Wehrdienst in Neumünster. Anschließend blieb er bei der Bundeswehr und besuchte Offizierslehrgänge in Hamburg, Hannover und Idar-Oberstein. Im Herbst 1962 wurde er mit 19 Jahren Leutnant, 1965 Oberleutnant und 1967 Hauptmann und Batteriechef.
Im Zuge der weiterführenden Ausbildung nahm er an von 1973 bis 1975 am 16. Generalstabslehrgang Heer an der Führungsakademie der Bundeswehr in Hamburg, wo er zum Offizier im Generalstabsdienst ausgebildet wurde, und später an einem Lehrgang am Command and General Staff College der United States Army in Fort Leavenworth, Kansas, teil.
Von Ende März 1981 bis 22. November 1982 war er als Oberstleutnant Kommandeur des Panzerartilleriebataillons 155.
Als Oberst war er von Oktober 1990 bis Dezember 1992 Kommandeur der Panzerbrigade 3. Anschließend ging er als Direktor Lehrgänge und zugleich Stellvertretender Kommandeur an die Führungsakademie der Bundeswehr nach Hamburg. Als Brigadegeneral war er der erste Vorsitzende der Multinational Advisory Group des Regional Arms Control Verification and Implementation Assistance Center (RACVIAC) und von 1999 bis 2003 Kommandeur des Zentrums für Verifikationsaufgaben der Bundeswehr in Geilenkirchen. Am 28. März 2003 verließ er die Bundeswehr.
Von 2004 bis 2008 leitete er im Auftrag der Stiftung Wissenschaft und Politik Seminare zum Dialog mit russischen Stabsoffizieren.
Hübner führte mehrfach Interviews durch, die in Fachbeiträgen Berücksichtigung fanden, so 2011 im Buch Kontrollierte Feindschaft von Guntram König.
Hübner ist in zweiter Ehe verheiratet. Er hat drei Kinder und zwei Stiefkinder.

## Auszeichnungen
- 1992: Verdienstkreuz am Bande des Verdienstordens der Bundesrepublik Deutschland[1]
- 2003: Order of the Croatian Trefoil (Kroatische Friedensmedaille) für seine Arbeit in der RACVIAC